# 木村浩吉 (海軍軍人)
木村 浩吉（きむら こうきち、1861年8月28日（文久元年7月23日） -  1940年（昭和15年）1月14日）は、日本海軍の軍人。最終階級は海軍少将。従四位勲三等功四級。

## 経歴
幕臣・木村芥舟の二男として江戸で生まれた。1870年、横浜で早矢仕有的の塾に学ぶ。1882年11月、海軍兵学校（9期）をハンモックナンバー第３位で卒業し、1885年8月、海軍少尉任官。日清戦争には「松島」水雷長として出征し、黄海海戦に参加した。そのときの海戦実記を詳細に記録し、出版したものが江湖の評判を呼び、また今も貴重な資料として残っている。
大本営御用掛、軍令部出仕、同部諜報課員、同部第3局員などを経て、海軍大学校で選科学生として学んだ。さらに、海大教官、「厳島」「敷島」の各副長、「愛宕」「扶桑」の各艦長、横須賀水雷団長心得、兼砲術練習所長などを歴任。日露戦争には、「日光丸」艦長として出征した。
1904年7月、海軍大佐に進級。佐世保鎮守府付、呉水雷団長、水雷術練習所長、海軍水雷学校長、佐世保水雷団長などを経て、1909年12月、海軍少将に進級。舞鶴水雷団長を勤め、1912年12月、予備役に編入され、1917年7月23日、後備役となる。1922年7月に退役した。

## 栄典
位階
- 1885年（明治18年）10月26日 - 正八位[3]
- 1890年（明治23年）10月15日 - 従七位[4]
- 1891年（明治24年）12月16日 - 正七位[5]
- 1897年（明治30年）3月1日 - 従六位[6]
- 1898年（明治31年）3月21日 - 正六位[7]
- 1903年（明治36年）5月20日 - 従五位[8]
- 1909年（明治42年）7月10日 - 正五位[9]
- 1912年（大正元年）12月28日 - 従四位[10]

勲章等
- 1895年（明治28年）
  - 5月15日 - 勲六等瑞宝章[11]
  - 11月18日 - 単光旭日章・功五級金鵄勲章[12]・明治二十七八年従軍記章[13]
- 1900年（明治33年）5月31日 - 勲五等瑞宝章[14]
- 1902年（明治35年）5月10日 - 明治三十三年従軍記章[15]
- 1904年（明治37年）5月27日 - 勲四等瑞宝章[16]
- 1906年（明治39年）4月1日 - 功四級金鵄勲章・勲三等旭日中綬章・明治三十七八年従軍記章[17]
- 1915年（大正4年）11月10日 - 大礼記念章（大正）[18]

## 家族
- 弟 木村駿吉（海軍技師）
- 妻・千 - 市川兼恭七女